# Subingen
Subingen är en ort och kommun i kantonen Solothurn, Schweiz. Kommunen har 3 285 invånare (2023).